# Campeonato Panamericano de Balonmano Masculino Juvenil de 2008
El VII Campeonato Panamericano de Balonmano Masculino Juvenil de 2008 se disputó entre el 2 y el 6 de septiembre de 2008  en Blumenau, Brasil. y es organizado por la Federación Panamericana de Balonmano Este campeonato entregó cuatro plazas para el Campeonato Mundial de Balonmano Juvenil 2009

## Primera fase

### Grupo A
| Equipo      | PTS | J | G | E | P | GF | GC | DG  |
| ----------- | --- | - | - | - | - | -- | -- | --- |
| Argentina   | 4   | 2 | 2 | 0 | 0 | 81 | 58 | +23 |
| Puerto Rico | 2   | 2 | 1 | 0 | 1 | 52 | 69 | -17 |
| Chile       | 0   | 2 | 0 | 0 | 2 | 62 | 68 | -6  |

#### Resultados
| Fecha     | Hora  | Partido³    | Partido³ | Partido³    | Resultado |
| --------- | ----- | ----------- | -------- | ----------- | --------- |
| 2.09.2008 | 16:00 | Argentina   | -        | Puerto Rico | 43-22     |
| 3.09.2008 | 14:15 | Puerto Rico | -        | Chile       | 30-26     |
| 4.09.2008 | 16:00 | Argentina   | -        | Chile       | 38-36     |

### Grupo B
| Equipo    | PTS | J | G | E | P | GF  | GC  | DG  |
| --------- | --- | - | - | - | - | --- | --- | --- |
| Brasil    | 6   | 3 | 3 | 0 | 0 | 134 | 44  | +90 |
| Venezuela | 4   | 3 | 2 | 0 | 1 | 78  | 77  | +1  |
| Uruguay   | 2   | 3 | 1 | 0 | 2 | 63  | 94  | -31 |
| Paraguay  | 0   | 3 | 0 | 0 | 3 | 57  | 117 | -60 |

#### Resultados
| Fecha     | Hora  | Partido³  | Partido³ | Partido³  | Resultado |
| --------- | ----- | --------- | -------- | --------- | --------- |
| 2.09.2008 | 14:15 | Venezuela | -        | Uruguay   | 25-19     |
| 2.09.2008 | 20:00 | Brasil    | -        | Paraguay  | 51-13     |
| 3.09.2008 | 16:00 | Uruguay   | -        | Paraguay  | 32-26     |
| 3.09.2008 | 19:30 | Brasil    | -        | Venezuela | 40-19     |
| 4.09.2008 | 14:15 | Venezuela | -        | Paraguay  | 34-18     |
| 4.09.2008 | 19:30 | Brasil    | -        | Uruguay   | 43-12     |

### 5º al 7º puesto
| Fecha     | Hora² | Partido¹ | Partido¹ | Partido¹ | Resultado |
| --------- | ----- | -------- | -------- | -------- | --------- |
| 5.09.2008 | 14:15 | Chile    | -        | Paraguay | 46-18     |

### 5º/6º puesto
| Fecha     | Hora² | Partido¹ | Partido¹ | Partido¹ | Resultado |
| --------- | ----- | -------- | -------- | -------- | --------- |
| 6.09.2008 | 14:15 | Chile    | -        | Uruguay  | 32-30     |

## Fase final

### Semifinales
| Fecha     | Hora  | Partido³  | Partido³ | Partido³    | Resultado |
| --------- | ----- | --------- | -------- | ----------- | --------- |
| 5.09.2008 | 16:00 | Argentina | -        | Venezuela   | 35-20     |
| 5.09.2008 | 19:30 | Brasil    | -        | Puerto Rico | 38-17     |

### 3º/4º puesto
| Fecha     | Hora² | Partido¹    | Partido¹ | Partido¹  | Resultado |
| --------- | ----- | ----------- | -------- | --------- | --------- |
| 6.09.2008 | 16:00 | Puerto Rico | -        | Venezuela | 29-18     |

### Final
| Fecha     | Hora² | Partido¹  | Partido¹ | Partido¹ | Resultado |
| --------- | ----- | --------- | -------- | -------- | --------- |
| 6.09.2008 | 19:30 | Argentina | -        | Brasil   | 27-21     |

| Argentina           |
| Campeón             |
| Argentina 5° título |

### Clasificación general
| Argentina    |
| Brasil       |
| Puerto Rico  |
| 4. Venezuela |
| 5. Chile     |
| 6. Uruguay   |
| 7. Paraguay  |

## Clasificados al Mundial 2009
| Bandera de Argentina | Bandera de Brasil | Bandera de Puerto Rico | Bandera de Venezuela |
| Argentina            | Brasil            | Puerto Rico            | Venezuela            |
| -------------------- | ----------------- | ---------------------- | -------------------- |